# 双二东坪遗址
双二东坪遗址，位于中国青海省海东市乐都区洪水镇双二村，为第四批青海省文物保护单位，公布日期为1986年5月27日，类型为古遗址。
双二东坪遗址的历史年代为卡约文化。